# Departamento Presidente Aguirre Cerda
El Departamento Presidente Aguirre Cerda era uno de los departamentos en que estaba dividida la antigua provincia de Santiago antes de la regionalización de 1975. Recibió el nombre de Pedro Aguirre Cerda, presidente de Chile entre 1938 y 1941, quien falleció durante su mandato.

## Historia
Este departamento, creado el 17 de agosto de 1963 a partir del departamento de Santiago, comprendía las comunas o subdelgaciones de la zona sur de Santiago, es decir San Miguel, La Cisterna y La Granja. Su primer gobernador fue Humberto Meneses Madrid, exgeneral director de Carabineros de Chile entre 1950 y 1952, y que se desempeñó en el cargo departamental hasta el 23 de noviembre de 1964, fecha en que entregó el mando a Francisco Rivera Abuin.
En 1979 la nueva provincia de Santiago estaba formada por los antiguos departamentos de Santiago y Presidente Aguirre Cerda. En la actualidad su territorio incluiría las siguientes comunas:
- Pedro Aguirre Cerda, San Miguel y San Joaquín.
- Lo Espejo, La Cisterna y El Bosque.
- San Ramón, La Granja y La Pintana.

## Límites
El departamento Presidente Aguirre Cerda limitaba:
- al norte con el departamento de Santiago.
- al oeste con el departamento de Santiago.
- al sur con el departamento de San Bernardo.
- al este con el departamento de Santiago.
- al sureste con el departamento de Puente Alto.

## Administración
La sede de la gobernación departamental de Presidente Aguirre Cerda se encontraba en Gran Avenida José Miguel Carrera 5254, en la comuna de San Miguel.

### Gobernadores
| Gobernador departamental | Periodo                                      | Partido | Presidente            |
| ------------------------ | -------------------------------------------- | ------- | --------------------- |
| Humberto Meneses Madrid  | 17 de agosto de 1963-23 de noviembre de 1964 |         | Jorge Alessandri      |
| Francisco Rivera Abuin   | 23 de noviembre de 1964-20 de junio de 1968  | PDC     | Eduardo Frei Montalva |
| Eduardo Gariazzo Barría  | 20 de junio de 1968-3 de noviembre de 1970   | PDC     | Eduardo Frei Montalva |
| Alejandro Bell Jara      | 13 de noviembre de 1970-noviembre de 1972    | MAPU    | Salvador Allende      |
| Nelson Jaramillo         | noviembre de 1972-11 de septiembre de 1973   | MAPU    | Salvador Allende      |

## Comunas y subdelegaciones
- San Miguel
- La Cisterna
- La Granja